# Hassan Lazouane
Hassan Lazouane (* 1958 in Tanger) ist ein deutsch-marokkanischer Schauspieler.

## Leben
Hassan Lazouane wirkte in vielen Film- und TV-Produktionen mit: 2013 spielte er einen Hassprediger in dem Spielfilm „Tek Ümit, Einzige Hoffnung“, 2019  im Fernsehfilm „Das Menschenmögliche“ mit Markus Calvin und Alissa Jung und in der Komödie „Zoros Solo“ mit Andrea Sawatzki.
2020 verkörperte Lazouane in der TV-Serie „Ethno“ den Said, und die Rolle des Schah Mohammed Reza in „Das Geheimnis der Freiheit“ mit Erni Mangold und Sven-Eric Bechtolf und 2021 den Dr. Al Hussein im Tatort: Der Mörder in mir.
Außerdem spielte Lazouane in mehreren Kurzfilmen mit: 2018 in „Nach Schwarz kommt keine Farbe mehr“, 2019 spielte er den Vater mit Marie Förster in „Deutschland im Winter“ und 2020 Donald Trump in Mr. Trump feiert Thanksgiving.

## Filmografie (Auswahl)
- 2012: Robin Hood
- 2012: Erste Liga
- 2012: Schugada
- 2018: Patchwork Gangsta (Serie)
- 2018: Nach Schwarz kommt keine Farbe mehr
- 2018: Mit der Tür ins Haus
- 2019: Be(er) a Hero
- 2019: Das Menschenmögliche
- 2019: Luz
- 2020: Mr. Trump feiert Thanksgiving
- 2020: Ethno (Fernsehserie)
- 2020: Das Geheimnis der Freiheit
- 2021: Tatort, Folge: Der Mörder in mir